# Tomi Taira
Tomi Taira (en japonés: 平良とみ  Tomiko Higa; Naha, 5 de noviembre de 1928 — 6 de diciembre de 2015), fue una actriz y narradora japonesa. 

## Biografía
Pasó su infancia en la Isla Ishigaki, se graduó de la Escuela Primaria de Ishigaki. Trabajo oficialmente con la Oficina de Turismo de Okinawa en la promoción de la prefectura isla.
En 1956, se unió a la compañía teatral "Tokiwa-za", dirigida por Choshu Makishi.
Tomi alcanzó la poularida internacional con el melodrama Churasan que emitió la NHK.
Falleció el 6 de diciembre de 2015 a los 87 años, de insuficiencia respiratoria.

## Vida privada
Contrajo matrimonio con Susmu Taira y fueron padres de 4 hijos. 

## Filmografía

### Cine
- 1979, Okinawan chirudai
- 1985,  Paradise View
- 1991,  Umi sora sango no ii tsutae
- 1999,  Nabbie no koi ... Nabbie
- 2002,  Hotel Hibiscus
- 2006,  Nada sou sou
- 2007, Koishikute
- 2008,  Ginmaku ban Sushi Ōji!: Nyūyōku e iku ("Sushi Ōji the Movie: Sushi Ōji Goes to New York!")
- 2009,  Manatsu no yo no yume

### Televisión
- 2001, Churasan ...Kohagura Hana (abuela "Oba")
- 2002, Koi Seyo Otome
- 2002, Shinri bunseki sôsakan Sakiyama Tomoko
- 2003, Churasan 2
- 2004, Motto Koi Seyo Otome
- 2004, Churasan 3
- 2007, Churasan 4
- 2007, Sushi Ōji  ...Martial arts

## Premios
Obtuvo varios premios y reconocimientos entre los que se encuentran la Orden del Sol Naciente en 2014.